# 龍需
龍需（1415年—？），字邦舉，江西吉安府永新縣人，民籍，明朝政治人物。進士出身。

## 生平
江西鄉試第一百十四名。景泰二年（1451年）辛未科會試第九十一名，殿試登進士第三甲第四十四名。

## 家族
曾祖龍伯彥，曾任元廣東通判。祖父龍沄。父亲龍子珠。